# 도요토미 정권
도요토미 정권(일본어: 豊臣政権 とよとみせいけん[*])은 덴쇼 18년(서기 1590년, 그러나 실질적으로는 덴쇼 13년(서기 1585년)에서 게이초 8년(서기 1603년)까지 지속된 무가정권이다.
도요토미 정권의 성립 시기에 대해서는 여러 설이 있다.
- 덴쇼 11년(서기 1583년) 5월설 - 시즈가타케 전투 직후 통일 지배자로서의 자각을 가지고 여러 다이묘의 국차 및 개역을 집행하고 오사카 성을 축성하고 교토를 장악했다.
- 덴쇼 11년(서기 1583년) 6월 하순 ~ 7월 중순설 - 오다 노부카쓰가 아즈치성에서 물러난 시기이다.
- 덴쇼 13년(서기 1585년) 3월설 - 혼노지의 변 이후에도 노부카쓰가 오다 가의 재산을 세습하고 있었음으로 보아, 고마키·나가쿠테 전투에 패배한 노부카쓰가 상경해 신종한 때를 도요토미 정권 성립으로 보는 시각이다.
- 덴쇼 16년(서기 1588년) 설 - 아시카가 요시아키를 끝으로 도요토미 히데요시가 정이대장군 직을 자기 마음대로 폐지하면서 일본을 본격적으로 지배하기 시작한 시기이다.

## 같이 보기
- 아즈치모모야마 시대
- 도요토미 히데요시